# Environnement en Angola
L'environnement en Angola est l'environnement (ensemble des éléments - biotiques ou abiotiques - qui entourent un individu ou une espèce et dont certains contribuent directement à subvenir à ses besoins) de l'Angola.

## La biodiversité en Angola
La biodiversité en Angola est riche en écosystèmes et espèces diverses  animales comme végétales .

## L'exposition aux risques

### Le risque sismique
L'Angola connait plusieurs tremblements de terres de magnitudes 4 à 5 selon l'échelle de Richter  proche de Lubango à savoir : 
- 4,6  le 2023-11-26 à 10:56  à 2883,5 km de Lubango
- 5,4 le 2023-02-16 à 03:55 à  2761,5 km de Lubango
- 5,3 le 2023-02-16 à 03:55 à 2759,9 km de Lubango
- 4,7 le 2022-09-27 à 04:45 à 2737,7 km de Lubango
- 4,9 le 2022-09-26 à 01:27 à 2729,7 km de Lubango
- 4,7 le 2022-09-25  à 06:37 à 2739,2 km de Lubango
- 4,9 le 2022-09-18 à 12:26  à 2743,4 km de Lubango
- 4,6 le 2022-09-15 à 08:45 à 2747,2 km de Lubango
- 5,1 le 2022-09-13 à 06:34 à 2740,6 km de Lubango
- 4,8 le 2022-09-12  à 04:29 à 2731,7 km de Lubango

En 2025, l'Angola est frappé par 10 tremblements de terres et le plus puissant a une magnitude de 5,4 .

### Dérèglement climatique
Les effets majeurs  du dérèglement climatique en Angola sont  la sécheresse à cause de la rareté des pluies  et l'insécurité alimentaire par manque de ressources qui obligent les populations à migrer vers la Namibie pour suivre. De plus, l'affectation de pâturages communautaires à des exploitations commerciales aggrave l'insécurité alimentaire. Le dérèglement climatique crée un impact disproportionné sur certains groupes de personnes plus exposées ou vulnérables.